# Chlorops annulipes
Chlorops annulipes är en tvåvingeart som beskrevs av Macquart 1835. Chlorops annulipes ingår i släktet Chlorops och familjen fritflugor. Inga underarter finns listade i Catalogue of Life.